# 유칼립투스
유칼립투스(Eucalyptus globulus, 또는 Tasmanian bluegum)는 호주에서 가장 널리 재배되는 나무 중 하나인 도금양과의 상록 교목이다.
일반적으로 30–55 m (98–180 ft)의 높이로 자란다. 현재 태즈메이니아에서 가장 큰 표본은 90.7 m (298 ft)이다. 역사적으로 가장 키 큰 나무의 높이는 101 m (331 ft)였다.
잎은 길이 30cm나 되는 피침형으로 혁질이고 전체가 흰 분으로 덮여 있으며 향기를 낸다. 3~11월에 크림색의 꽃이 피고 열매는 반구형이다. 꽃은 많은 수술을 가지는데, 이들은 꽃 밖으로 뻗어나와 있으며, 꽃받침통의 밑부분에는 잘 발달된 꽃턱이 있다. 열매는 이 꽃턱이 발달된 것이며, 씨는 열매의 팬 홈에 만들어지게 된다. 오스트레일리아가 원산지로, 잎에서는 유칼리유(油)를 짜낸다.
코알라의 주식이며, 잠이 들게 하는 성분이 있어 코알라가 많이자는 것이다.

## 유칼립투스의 전설(고백)
크리스마스에 유칼립투스 나무 아래에서 키스하며 고백하면 사랑이 이루어진다고 한다. 그 사랑은 오래오래 간다고 한다.